# Alto de Coloane
Alto de Coloane (kinesiska: 塔石塘山) är ett berg i Macao. Det ligger på ön Coloane i södra delen av Macao. Toppen på Alto de Coloane är 172 meter över havet. Det är den högsta punkten i Macao.